# Royal Aircraft Factory B.E.12
Royal Aircraft Factory B.E.12 là một mẫu máy bay một chỗ của Anh trong Chiến tranh thế giới I, do Royal Aircraft Factory thiết kế.

## Biến thể
- B.E.12
- B.E.12a
- B.E.12b

## Quốc gia sử dụng
Anh Quốc
- Quân đoàn Không quân Hoàng gia

 Úc
- Quân đoàn Không quân Australia

## Tính năng kỹ chiến thuật (B.E.12)
Dữ liệu lấy từ War Planes of the First World War:Volume Two Fighters 
Đặc điểm tổng quát
- Kíp lái: 1
- Chiều dài: 27 ft 3 in (8,31 m)
- Sải cánh: 37 ft 0 in (11,28 m)
- Chiều cao: 11 ft 1½ in (3,39 m)
- Diện tích cánh: 371 ft² (34,47 m²)
- Trọng lượng rỗng: 1.635 lb (743 kg)
- Trọng lượng cất cánh tối đa: 2.352 lb (1.069 kg)
- Động cơ: 1 × RAF-4a kiểu động cơ V12 làm mát bằng không khí, 150 hp (112 kW)

 Hiệu suất bay 
- Vận tốc cực đại: 102 mph (89 knot, 164 km/h) trên mực nước biển
- Trần bay: 12.500 ft (3.810 m)
- Thời gian bay: 3 h
- Lên độ cao 5.000 ft (1.500 m): 11 phút

Trang bị vũ khí

- Súng: 1× Súng máy Vickers .303 in (7,7 mm) – một số máy bay trang bị súng máy Lewis.
- Bom: 336 lb (150 kg) bom[2]